# Кучин, Борис Максимович
Кучин Борис Максимович (4 апреля 1923 — 30 декабря 2007) — советский лётчик штурмовой авиации в годы Великой Отечественной войны, Герой Российской Федерации (27.08.1994). Старший лейтенант (1945).

## Биография
Родился в деревне Марково Марковской волости Волоколамского уезда Московской губернии, ныне Лотошинский район, Московская область. Детство и юность провёл в посёлке Ховрино (ныне на территории Северного административного округа Москвы). Здесь окончил школу и в 1941 году — аэроклуб. В 1939 году вступил в комсомол.
В июле 1941 года был призван в Красную Армию Октябрьским районным военкоматом города Москвы и направлен в лётную школу. В 1942 году окончил Молотовскую военную авиационную школу лётчиков, затем в 5-м запасном авиационном полку (аэродром Муханово, Куйбышевская область) прошёл переобучение на штурмовик Ил-2.

## Участие в Великой Отечественной войне
Младший лейтенант Борис Кучин — участник Великой Отечественной войны с 17 апреля 1943 года. Всю войну прошёл в составе 947-го штурмового авиационного полка 289-й штурмовой авиационной дивизии 7-го штурмового авиационного корпуса. Сначала воевал в составе 8-й воздушной армии на Южном и 4-м Украинском фронтах. В одном из первых боевых вылетов 27 июля 1943 года уничтожил 2 танка врага, при этом прямым попаданием зенитного снаряда в самолёт был ранен в руку и лицо. Когда лётчик повёл сильно повреждённый штурмовик на свой аэродром, его атаковали 4 истребителя врага, он получил новые ранения, а самолёт — новые повреждения, но сумел добраться до аэродрома и посадить израненную машину. После лечения вернулся в полк. В бою 18 августа 1943 года штурмовик был вновь подбит огнём немецкого истребителя, Кучин довёл горящую машину до линии фронта и выбросился с парашютом (в 2017 году поисковики нашли обломки этого самолёта).
Участвовал в Миусской, Донбасской, Никопольско-Криворожской и Крымской стратегической наступательных операциях, освобождая юг Украины и Крым. В августе-декабре 1943 года уничтожил два танка и баржу с живой силой и техникой в порту Таганрога, 3 самолёта противника, 5 железнодорожных вагонов и 5 цистерн с горючим, переправу у города Никополя, артиллерийское орудие и 6 автомашин, более 100 солдат и офицеров противника. Успешно участвовал в боях против гитлеровских бомбардировщиков и истребителей в ходе Крымской наступательной операции 1944 года. Кроме награждений орденами, был повышен в должности от рядового лётчика до командира звена.
После завершения освобождения Крыма весь 7 шак, включая и 947 шап, в мае 1944 года был выведен в резерв Ставки ВГК, а в августе переброшен в Прибалтику. Там он воевал в составе 8-й, 14-й, 3-й и 15-й воздушных армий соответственно на 3-м Прибалтийском, 1-м Прибалтийском и на 2-м Прибалтийском фронтах, а весной 1945 года и на Ленинградском фронте. Там участвовал в Прибалтийской стратегической наступательной операции, в боевых действиях в Восточной Пруссии и в блокаде Курляндской группировки противника.
Большую часть боевых вылетов совершил с воздушным стрелком Александром Никулиным. В марте 1945 года оба члена экипажа, и пилот и стрелок, были представлены к присвоению звания Герой Советского Союза, но награждение не состоялось.
Всего за годы войны старший лейтенант Кучин совершил 119 боевых вылетов (официально засчитанных), часть из них — в ночное время. Лично уничтожил 28 танков, 73 автомашины, 3 самолёта на вражеских аэродромах, 17 вагонов, более 40 повозок с грузами, 12 складов боеприпасов, 9 цистерн с горючим, 19 зенитных и 10 полевых орудий. Потопил 2 морские баржи с грузами и личным составом врага в портах Таганрога и Севастополя. В группе уничтожил вражеский бронепоезд. Провёл 18 воздушных боёв, в которых его воздушный стрелок А. С. Никулин сбил 5 немецких самолётов лично и 3 в группе. День Победы встретил в Куйбышеве, куда приехал за новыми самолётами для полка. Командиром полка представлен к присвоению звания Героя Советского Союза, представление было поддержано командиром дивизии и корпуса (однако подпись командующего воздушной армией Н. Ф. Науменко на наградном листе отсутствует).

## Послевоенное время
В 1946 году старший лейтенант Б. М. Кучин уволен в запас.
Окончил Московский авиационный институт им. С. Орджоникидзе. По его окончании работал в конструкторском бюро С. В. Ильюшина.
С 1956 года — в Министерстве авиационной промышленности СССР, где работал ведущим инженером в отделе ракет. Участвовал в испытаниях нового оружия, разработанного учёными и конструкторами В. Н.Челомеем, С. А. Лавочкиным. С 1967 года — начальник производственного отдела в том же министерстве. Вышел на пенсию в 1988 году. 
Указом Президента Российской Федерации от 27 августа 1994 года за мужество и героизм, проявленные в борьбе с немецко-фашистскими захватчиками в Великой Отечественной войне 1941—1945 годов, старшему лейтенанту в отставке Кучину Борису Максимовичу присвоено звание Героя Российской Федерации с вручением особого знака отличия медали «Золотая Звезда».
Жил в городе-герое Москве. Скончался 30 декабря 2007 года. Похоронен на Головинском кладбище.

## Награды
- Герой Российской Федерации (27 августа 1994) — за мужество и героизм, проявленные в борьбе с немецко-фашистскими захватчиками в Великой Отечественной войне 1941-1945 годов
- Три ордена Красного Знамени (6 ноября 1943;[11] 20 мая 1944;[12] 7 июня 1945[8])
- Два ордена Отечественной войны 1-й степени (21 февраля 1945[13], 21 февраля 1987[14])
- Орден Дружбы Народов
- медали

## Память
29 августа 2015 года в посёлке Кировский Лотошинского района у памятника воинам-освободителям в годы Великой Отечественной войны заложили Аллею памяти. Трём посаженным елям присвоили имена героев-лотошинцев — Бориса Кучина, Дмитрия Снегирева и Ивана Яковлева. 